# Džagannátha
Džagannátha je indický svátek na oslavu boha Krišny, jinými názvy Niláčala nebo Šrí Kšétra. Je to také jiný název pro formu zjevení Krišny. 
Koná se každoročně v červnu nebo červenci v uríském městě Purí. Týká se zjevení boha Krišny.

## Oslavy
Při oslavách projíždějí nazdobené alegorické vozy se sochami Kršny, Kršnova bratra Balarámy a jeho sestry Subhadrá v průvodu účastníků za zpěvu a tance.